# Dirmstein
Dirmstein – miejscowość i gmina w Niemczech, w kraju związkowym Nadrenia-Palatynat, w powiecie Bad Dürkheim, wchodzi w skład gminy związkowej Leiningerland. Do 31 grudnia 2017 należała do gminy związkowej Grünstadt-Land.

## Współpraca
Miejscowość partnerska:
- Mödling, Austria